# Muntanyesa grisa bessona
La muntanyesa grisa bessona (Erebia rondoui), també anomenada muntanyesa griseta bessona, és una espècie de lepidòpter papilionoïdeu de la família dels nimfàlids (Nymphalidae) present als Països Catalans.

## Taxonomia
La muntanyesa grisa bessona va ser durant molt temps considerada una subespècie d'Erebia hispania, espècie endèmica de Sierra Nevada, però estudis moleculars van confirmar el seu estatus com a espècie.

## Distribució
Espècie endèmica dels Pirineus, on és present des de l'extrem nord-oest d'Aragó i el sud-est del departament francès dels Pirineus Atlàntics fins al Ripollès i el departament dels Pirineus Orientals. A Catalunya és present a gran part dels Pirineus i s'estén pels Prepirineus a les comarques de l'Alt Urgell, Berguedà i Solsonès. Aparentment és absent d'on es troba la muntanyesa griseta (Erebia cassioides), com ara Andorra i la cara nord de la Cerdanya.

## Descripció
Envergadura alar d'entre 32 i 36 mm.
Dimorfisme sexual poc aparent. Anvers de color bru fosc. Ala anterior amb reflexos metàl·lics a la base i una banda taronja a la part exterior que conté dos ocels negres amb centre blanc que es toquen i que poden anar acompanyats d'altres de més petits. L'anvers de l'ala posterior presenta habitualment tres o quatre ocels negres amb centre blanc dins d'una franja taronja exterior. Les femelles presenten les franges taronges més extenses i els ocels més grans. Revers de l'ala anterior semblant a l'anvers, però amb el marge grisós i la base ataronjada. Revers de l'ala posterior de color gris clar, sovint amb una banda lleugerament més clara i delimitada per línies fosques. També pot presentar alguns petits ocels negres a la part exterior.

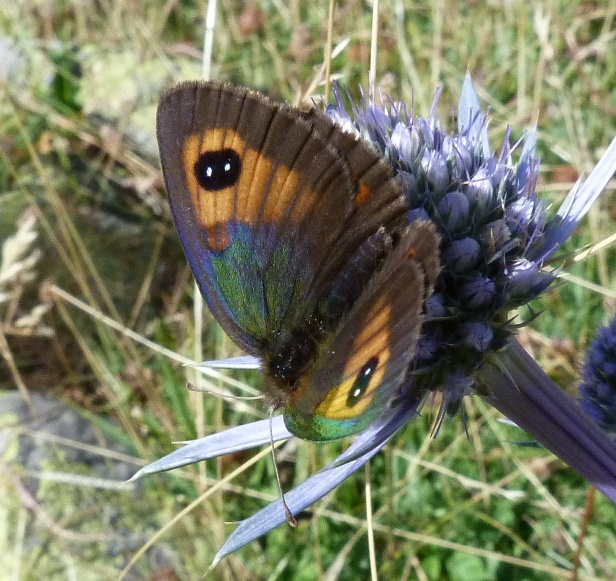
Erebia rondoui anvers
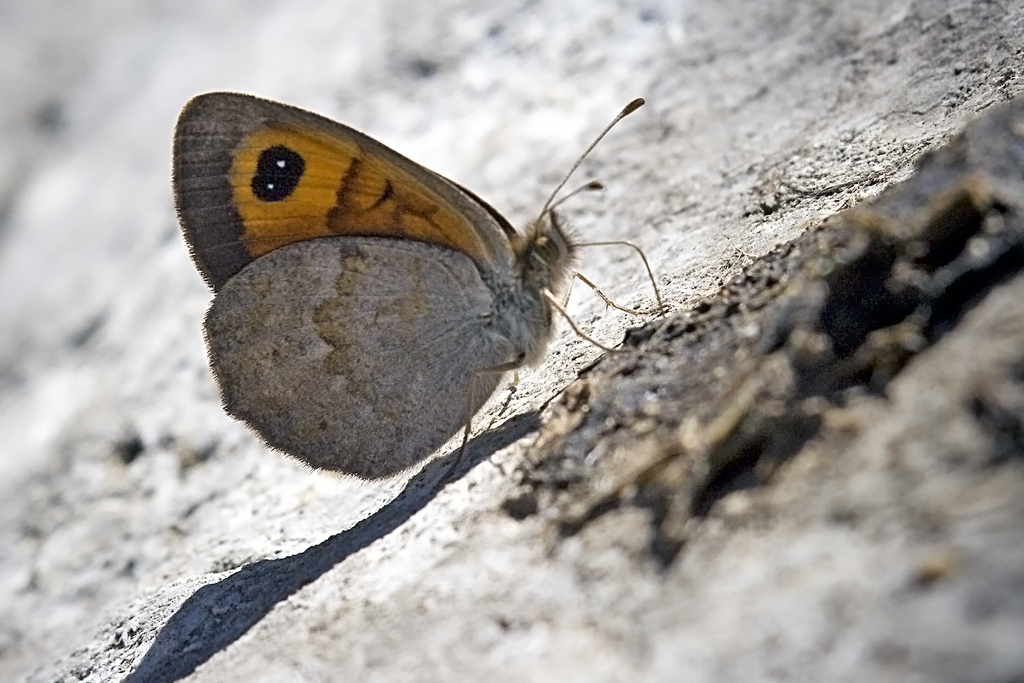
Erebia rondoui revers

## Hàbitat
Prats secs dels estatges alpí i subalpí. Rang altitudinal des dels 1600 m als 2500 m. L'eruga s'alimenta de diverses gramínies, sobretot Festuca, i possiblement Poa.

## Període de vol i hibernació
Vola en una única generació entre principi de juliol i mitjans d'agost. Hiberna com a eruga.